# Achariaceae
Las achariáceas (Achariaceae) son una familia de plantas que comprende hierbas o arbustos, sin látex y savia incolora.

## Descripción
Los miembros de esta familia pueden reconocerse por la estípula de sus hojas, con bordes lisos; flores que a menudo difieren en el número de sus pétalos o sépalos, sin órganos que segreguen néctar y con frutos por lo general grandes.

## Géneros
Aunque algunos sistemas de clasificación consideran que sólo tres géneros pertenecen a esta familia (Acharia Ceratiosicyos y Guthriea), que son endémicos de Sudáfrica, el Sistema de Clasificación APG incluye 27 géneros adicionales que se distribuyen además, por Centroamérica, gran parte de América del Sur, sudeste asiático, el este de la península Cabo York, en Australia y en algunas islas de la Polinesia. Los géneros son:
| - Acharia - Ahernia - Baileyoxylon - Buchnerodendron - Caloncoba - Camptostylus - Carpotroche - Ceratiosicyos - Chiangiodendron - Chlorocarpa | - Dasylepis - Eleutherandra - Erythrospermum - Grandidiera - Guthriea - Gynocardia - Hydnocarpus - Kiggelaria - Lindackeria - Mayna | - Pangium - Peterodendron - Poggea - Prockiopsis - Rawsonia - Ryparosa - Scaphocalyx - Scottellia - Trichadenia - Xylotheca |